# Liste der Monuments historiques in Dommery
Die Liste der Monuments historiques in Dommery führt die Monuments historiques in der französischen Gemeinde Dommery auf.

## Liste der Objekte
| Bezeichnung                                   | Beschreibung           | Standort                                 | Kennzeichnung | Schutzstatus | Datum | Bild |
| --------------------------------------------- | ---------------------- | ---------------------------------------- | ------------- | ------------ | ----- | ---- |
| Epitaph für Jean d’Argy und seine vier Frauen | Stein, bezeichnet 1640 | in der Kirche Ste-Marie-Madeleine (Lage) | PM08000166    | Classé       | 1908  |      |
| Grabstein für Pierre de Béguet                | Stein, bezeichnet 1574 | in der Kirche Ste-Marie-Madeleine (Lage) | PM08000167    | Classé       | 1933  |      |
| Taufbecken                                    | Stein, 12. Jahrhundert | in der Kirche Ste-Marie-Madeleine (Lage) | PM08000168    | Classé       | 1963  |      |